# Autrans-Méaudre-en-Vercors
Autrans-Méaudre-en-Vercors é uma comuna francesa na região administrativa de Auvérnia-Ródano-Alpes, no departamento de Isère. Estende-se por uma área de 77.89 km². Em 2010 a comuna tinha 3 133 habitantes (densidade: 40,2 hab./km²).
Foi criada em 1 de janeiro de 2016, a partir da fusão das antigas comunas de Autrans e Méaudre.